# Vincent Rousseau
Vincent Rousseau (* 29. Juli 1962 in Mons) ist ein ehemaliger belgischer Langstreckenläufer. Bei einer Körpergröße von 1,76 m betrug sein Wettkampfgewicht 60 kg.
Bei den Leichtathletik-Weltmeisterschaften 1987 in Rom belegte Rousseau im 5000-Meter-Lauf Platz 5. 
Seinen größten internationalen Erfolg feierte er 1993, als er in Brüssel mit 1:01:06 h den Weltmeistertitel im Halbmarathon gewann. Im selben Jahr stellte er seine Bestzeiten über 5000 Meter (13:10,99 min) und 10.000 Meter (27:23,18 min) auf.  	 
1994 siegte er beim Rotterdam-Marathon und wurde bei den Europameisterschaften 1994 in Helsinki über 10.000 Meter Zweiter hinter dem Spanier Abel Antón.
1995 stellte er als Zweiter des Berlin-Marathon mit 2:07:20 h min den aktuellen belgischen Rekord auf.
1985 und 1993 wurde Vincent Rousseau in Belgien zum Sportler des Jahres gewählt.